# 瀬降り物語
『瀬降り物語』（せぶりものがたり）は、1985年の日本映画。萩原健一主演、中島貞夫監督。東映京都撮影所製作、東映配給。内容は原始的な自然に囲まれた「サンカの愛と性」といった内容で、中島貞夫のたいへんな力作だったが、興行成績は振るわなかった。

## 概要
かつて箕作り、箕直しを主な生業として山野を漂泊し、川辺に天幕を張り、また漂泊の旅を続けた一般社会とは隔絶して生き続ける山窩 （山の民）、彼ら独自の掟に従い、自然と共存を願い、ひたすら自然に寄り添う彼らの生きざまを、四季折々の山野を背景に愛憎のドラマとして描く。「瀬降り」とは、彼らが行く先々の川原に張った天幕のことである。山の民を描く映画のため、原生林の残る人里離れた山奥で、スタッフ・キャスト全員で四国の山中に長期間篭り、自らが山の民となり追体験しながら映画製作を行うという方式がとられた。藤田弓子、河野美地子、早乙女愛、永島暎子の4人の女優がヌードになるなど体当たりの演技を見せた。

## キャスト
- 木下一: 萩原健一
- クニ: 藤田弓子
- ヒデ : 河野美地子
- ハナ: 早乙女愛
- ミツ: 永島暎子
- トメ: 岡本麗
- ジロー: 光石研
- クズシリ一: 室田日出男
- 亀蔵: 殿山泰司
- カズオ: 内藤剛志
- アユタチ: 内田朝雄
- クズコ一: 野口貴史
- 駐在の巡査: 小倉一郎
- 陸軍大尉: 小林稔侍
- ジローの父親: 北村英三
- 夏江: 賀田ゆう子
- スター: 林家珍平

## スタッフ
- 監督: 中島貞夫
- 脚本: 中島貞夫
- 撮影: 南文憲
- 音楽: 速水清司・井上堯之
- 音楽コーディネーター: 萩原健一
- イメージソング: 明日香「震えるほどに愛」（キャニオンレコード）[1]
- 美術: 真鍋敏之
- 録音: 栗山日出登
- 照明: 加藤平作
- スチール: 金井謹治
- 編集: 玉木濬夫
- 助監督: 藤原敏之他[1]
- 企画: 本田達男・佐藤雅夫
- 企画協力: 三角寛・三浦大四郎
- 製作会社: 東映京都撮影所
- 配給: 東映

## 製作

### 企画
頓挫(1964年)
企画は中島貞夫。中島が1995年までに自身で企画した5本のうちの1本。中島が1964年に『くノ一忍法』で監督デビューし、同年二本目の『くノ一化粧』を撮った後、岡田茂プロデューサー（のち、東映社長）が、中島を本意でない作品でデビューさせたことを気にして「何か一本だけやりたいものを撮らせてやる」というので、本企画を提出した。中島の千葉の実家は醸造関係の仕事を営んでおり、戦前子供のころ、毎年冬になると箕直しをする同じ山窩が家に来ていたのを覚えていて、戦後も三角寛の小説を読み山窩に興味を持っていた。1964年当時は高度経済成長期でもあり、各地で自然破壊が問題となっていた時期で、そうした時代背景から、人間と自然の関係を今一度見つめ直してみたいというテーマがあった。この頃は三角がまだ健在で三角と何度も話し、三角が山窩を撮ったフィルムを見せてもらったりした。しかし三角の小説に出てくるような猟奇的な部分は映画でやるには難しいと考え、そこは薄めて倉本聰と共同で脚本を書き、少年と少女の淡い恋の話を中心に、なぜサンカがいなくなったのかといった内容でシナリオを書き「瀬降りの魔女」（後年『キネマ旬報』でシナリオのみ掲載されたときは『サンカ』というタイトルに改題）というタイトルで岡田に提出し了承された。　
主演は春川ますみと西村晃を予定し、神奈川県相模湖をロケ地に決め、プレハブを建てるための整地作業を進め、ロケ期間50日ということも決定していたが、滅多に脚本を読まない大川博東映社長がたまたま脚本を読み「わけのわからない脚本だ」とクランクイン寸前に製作を中止させた。中島の落胆は激しく2、3ヶ月ふて寝した状態であった。何とか立ち直り、ふて寝状態でやることがないからボチボチ京都市内で取材しながら書いたのが中島の出世作となった1966年の『893愚連隊』。その後も旺盛な映画作りを続け、山の民の話は心の片隅に残ってはいたが、もうこの企画は実現できることはないと思っていた。
『読売新聞』1965年11月3日の夕刊に「時代劇斜陽のおりから橋蔵にさえ、不良殿様や、軟派の不良坊主をやらせることを考えているという岡田茂東映京都撮影所所長だが、『やくざ映画も来年いっぱい、悪くても来年夏ごろまではこの調子で受ける思う。しかし内容がこのままでは飽きられるので、たとえば鶴田浩二には、さんか（山窩）を主人公にしたアクションもの、昭和十四、五年を背景に憲兵曹長を主人公にしたスパイものなどの構想を練っている』といい、鶴田、高倉、錦之助を加えた三つのウズをつくることが理想だという」という記述があることから、岡田は当時、"山窩アクション"という思い切った路線化を考えていたと見られる。
復活(1983年)
それから約20年が経ち、中島は1967年にフリーになったが、その間に東映社長になった岡田に時折、別の企画を提出していた。1983年に蘇我馬子を題材とする古代史の企画を提出した際、岡田から「それはよその会社にお願いしてこい。そんなのやるなら前にボツになった山窩モノをやらないか、山ン中篭ってやってみるか?」と言われ「ぜひやらせてください!」と答え、20年ぶりに中島念願の企画が陽の目を見ることになった。岡田がボツ企画が復活させた理由は、この年今村昌平監督の『楢山節考』がカンヌ国際映画祭でパルム・ドールを受賞しヒットしたからである。

### 脚本
再び倉本聰に共作を頼んだが、倉本から「その情熱はもうない。お前一人でやった方がいいよ」と言われ、今度は中島単独で脚本を書いた。20年前、三角に見せてもらった山窩を撮ったフィルムをもう一度見たいと手を尽くして探したが見つからず。三角は既に亡くなり、池袋文芸坐支配人だった三角の娘も何処へ行ったか分からないと言っていたという。1964年の原型からは大きく改変し、時代背景を山窩を消滅へと導いたとされる国家総動員法が施行された1938年に変えた。中島には権力が一番嫌うのがさすらいであるという考えがあった。四季を画面に捉えるべく、一年を通じての話に変更。登場人物をより人間の原像に近づけるように、全て、大自然に寄り添い、大自然の中に生きる人間の像を鮮明にするように試みた。

### キャスティング
東映は1982年『鬼龍院花子の生涯』（五社英雄監督）の大ヒット以降、女性客を意識した映画作りを始めて、中島も本作と並行して『序の舞』を手掛けていたが、そうした流れとは全く傾向の違う本作でも女優を重要視したキャスティングが行われた。掟に従って我慢強く生きる働き者の母親に藤田弓子、その嫁に早乙女愛、掟を破り村の若者（光石研）を愛してしまう娘・河野美地子と、いずれの女たちも過激にひたむきに、自分の愛と性を突っ走るドラマを中心に進行する。河野は、1983年の第一回ミス映画村で選ばれた際、中島が審査委員長だったことからの抜擢。藤田の役は20年前の脚本では小さな役だったが、新しい脚本では村の女（永島暎子）と対立する山の民の代表ということで、今までこういう役をしていない女優という観点から藤田が選ばれた。藤田は、ほんわかしたり、冴えなかったりのお母さん役が多かったが、本作で萩原と滝の前で水しぶきを浴びながら激しいセックスシーンを演じ観客を驚かせた。永島暎子と殿山泰司は、中島が出演を依頼したが、他は噂を聞きつけるや駆けつけて来た室田日出男を始め自薦が多かった。四国の山中での長期に及ぶ撮影で、周りの道は一歩間違えれば谷底に落ちるような所で一人歩きは絶対禁止。夜はプレハブで酒を飲むぐらいしか楽しみがないような場所だったから、参加する役者も覚悟が必要だった。中島は萩原健一には「あまり踊らない方が役者としていい線が出る。それなしでいっぺんやってみよう」と口説き、萩原も第一稿の脚本を読んで感激し出演を承諾した。萩原は室田や野口貴史が仲が良く、大きなトラブルはなかったという。大自然をバックに撮れば小芝居は通じないという中島の演出意図から、萩原も含め役者には細かい芝居はできるだけしないでくれと頼んだ。      

### 撮影
『序の舞』の三分の一程度の製作費に抑えられ、前回整地までした相模湖はすっかり様変わりして使えず。ロケハンは各地の情報を集め長い期間を要するも、中島とは同期入社で前回の件により東映を退社し､当時四国の建設会社に転身していた人物から熱心な誘いを受け、愛媛県と高知県の県境近くの滑床渓谷を、最終的にロケ地と決めた。この場所に山の民がいたということではない。スタッフ・キャストの寝泊りするプレハブは、美術スタッフの製作ではなく、その土建屋さんに作ってもらった。国立公園内だが、駐車場を造るために予定されていた場所があり都合がよかった。現地の方もとても協力的で、町役場も専門の係を付けてくれたり、水道を谷川から引いてくれたり、営林署も国立公園内での映画撮影は現場を変えない限りOKという条件で許可してくれた。プレハブ内の部屋は6畳に3人で寝泊りした。食費は出来るだけ切り詰め現地で自炊。周辺の人たちから川魚や山菜の差し入れがたくさんあった。撮影は1983年の秋から1984年の暮れまで一年以上を要した。その間、往復しながら中島で180日、スタッフが120日くらいロケ地に滞在。俳優は大半が東京からの往復となるが、天気が悪いと撮影できないため、中島が毎朝6時に起きて、愛媛と高知と宮崎の測候所に電話を入れて天気を確かめ、その日のスケジュールを組んだが、ロケ地が愛媛と高知の県境で、どこの天気予報もあまり当たらず苦労した。秋冬は各10日程度の撮影で、大半の撮影は夏で、この時期の撮影は長期に及んだ。谷川の撮影は影がどんどん変わり難航した。また足場の悪いところが多く、東映のキャメラマンでは山の中の撮影は難しく、キャメラの南文憲は独立プロ系のキャメラマンである。

### トラブル
1964年の脚本第一稿では、須佐之男的にもっと荒々しいことをやるところまで全体に踏み込んでいたが、山に入り全ての準備が整ったところで部落解放同盟からクレームを受けた。『月刊シナリオ』1985年6月号掲載の決定稿と違う部分があるのは、解放同盟との議論で後退した箇所である。岡田から「お前の責任でクリア出来るな」と念押しされ、中島が大阪と四国を4、5回往復。「山窩の話になぜ解放同盟が関わってくるのか分からない」と中島は話している。解放同盟は「テレビなんかぱっと言ったらもうやめるのに、東映はひつこい」と言っていたという。この件もあって自然を撮りたいとか、山の中の暮らしを楽しむとかエネルギーの大部分がそっちへいったと中島は話している。東映は1976年に『夜明けの旗 松本治一郎伝』を製作した際も、部落解放同盟と揉めており、今回も最終的にオールラッシュに上杉佐一郎を呼んで見せて了解を得た。岡田が封切りタイトルを『山窩物語』とつけたが、「この題名も使えず、痛かった」と話している。1984年4月頃までは『山窩物語』というタイトルでマスメディアに報道されていた。

### ロケ地
足摺宇和海国立公園に属する愛媛県北宇和郡松野町大字目黒、四万十川支流の目黒川沿い滑床渓谷に二階建て80坪のプレハブを建て、そこをベースキャンプに、その周辺で一年かけてオールロケを敢行した。滑床渓谷近辺以外では、佐田岬のある旧三崎町（現伊方町）や石鎚山脈の瓶ヶ森でもロケが行われた。

## 作品の評価

### 興行成績
話題を投げかけるため、岡田社長がベルリン国際映画祭に本作を持って行った。藤田弓子と河野美地子も現地入りし、東映主催のパーティでは和服姿を披露し、藤田は各国映画人に流暢な英語で名ホステスぶりを発揮した。しかし中島と岡田社長以外は、営業も誰も乗らなかったからか、興行は振るわなかった。四週間興行の予定が二週間で打ち切られ、あとは自由番組になった。中島は「惨敗。惨敗もいいところです。好きなことをやらせていただきましたので、謹慎いたします」と宣言した。

### 作品評
作品の評価もあまり芳しくなく、儀式や掟などは入念に撮られているが、肝心のドラマが通俗的過ぎる、山窩が存在した背景や、その消滅の経過などは語られない、「昔、山窩は漂泊非人といわれたが、漂盗の一種でもあった。彼等は移動するときに盗みを働くのであるが、その犯罪行為は先天的あり、遺伝的でもある—　非人の間ではカブリの曲がったものとしてセブリと呼び、彼等の天幕もセブリと呼ぶに至ったと思われる」と書いている百科事典もある、監督があまりにもその世界へ没入した結果、山窩を美化、理想化し過ぎている、などと批評された。